# Basil Sydney
Basil Sydney (23 de abril de 1894 – 10 de enero de 1968) fue un actor británico que hizo más de cincuenta actuaciones cinematográficas, destacando entre ellas su papel como Claudio en el filme de Laurence Olivier de 1948 Hamlet.

## Biografía
Nacido en St Osyth, Inglaterra, Sídney también actuó en filmes clásicos como La isla del tesoro (1950), Ivanhoe (1952) y La vuelta al mundo en ochenta días (1956), aunque el centro de su carrera fue el teatro, el cual interpretó a ambos lados del Atlántico. 
Basil Sydney se había dado a conocer en el ambiente teatral londinense en 1915 gracias al éxito Romance, de Edward Sheldon, en el doble papel del sacerdote y su sobrino, junto a la estrella de Broadway Doris Keane. Con esta misma actriz interpretó en 1920 la versión cinematográfica muda de la obra. La pareja se casó en 1918 y, cuando Keane actuó en la misma obra en Nueva York en 1921, Sydney la acompañó, cumpliendo así con su debut en Broadway interpretando los mismos papeles. 
Permaneció en Nueva York más de una década, y allí interpretó papeles clásicos como los de Mercutio en Romeo y Julieta (1922), Richard Dudgeon en The Devil's Disciple (1923), el papel principal de Hamlet (1923), el Príncipe Hal en Enrique IV, parte 1 (1926), y el de Petruchio en La fierecilla domada (1927).
En 1925 se divorció de Keane, y cuatro años más tarde, en 1929, se casó con la actriz Mary Ellis, trasladándose con ella a Inglaterra. Allí se concentró principalmente en el trabajo cinematográfico más que en el teatral. En la década de 1940 se casó de nuevo, esta vez con la actriz inglesa Joyce Howard, con la que tuvo tres hijos.
Basil Sydney falleció a causa de una pleuritis en 1968 en Londres, Inglaterra. Tenía 73 años de edad.

## Filmografía
- Romance (1920)
- Red Hot Romance (1922)
- The Midshipmaid (1932)
- Dirty Work (1934)
- The Third Clue (1934)
- The White Lilac (1935)
- The Riverside Murder (1935)
- The Tunnel (1935)
- Blind Man's Bluff (1936)
- The Amateur Gentleman (1936)
- Rhodes of Africa (1936)
- Accused (1936)
- Crime Over London (1936)
- Talk of the Devil (1936)
- The Four Just Men (1939)
- Shadowed Eyes (1940)
- The Big Blockade (1940)
- The Farmer's Wife (1941)
- Spring Meeting (1941)
- Ships with Wings (1942)
- The Black Sheep of Whitehall (1942)
- The Next of Kin (1942)
- Went the Day Well? (1942)
- Caesar and Cleopatra (1945)
- Meet Me at Dawn (1947)
- The Man Within (1947)
- Jassy (1947)
- Hamlet (1948)
- The Angel with the Trumpet (1950)
- La isla del tesoro (1950)
- The Magic Box (1952)
- Ivanhoe (1952)
- Salome (1953)
- Three's Company (1954)
- Hell Below Zero (1954)
- Star of India (1954)
- Simba (1955)
- The Dam Busters (1955)
- La vuelta al mundo en ochenta días (1956)
- Island in the Sun (1957)
- Sea Wife (1957)
- A Question of Adultery (1958)
- John Paul Jones (1959)
- The Devil's Disciple (1959)
- A Story of David (1960)
- The Three Worlds of Gulliver (1960)
- The Hands of Orlac (1960)